# Krivaj (Lipovljani)
Krivaj is een plaats in de gemeente Lipovljani in de Kroatische provincie Sisak-Moslavina. De plaats telt 368 inwoners (2001).